# Einheitsfrontlied
Einheitsfrontlied (z niem. Pieśń Zjednoczonego Frontu) – jedna z najsławniejszych pieśni w historii niemieckiego ruchu robotniczego. Melodię skomponował Hanns Eisler, zaś tekst napisał Bertolt Brecht.
Hanns Eisler, który później skomponował wschodnioniemiecki hymn narodowy Auferstanden aus Ruinen, celowo utrzymał kompozycję Einheitsfrontlied prostą i łatwą do naśladowania, aby mogła być śpiewana przez robotników bez ćwiczeń śpiewu.

## Historia
Po dojściu Adolfa Hitlera do władzy w styczniu 1933 r. sytuacja ruchów lewicowych w Niemczech drastycznie się pogorszyła. Antagonizm między SDP a KDP od dawna dzielił niemiecką lewicę. Po tym, jak naziści zdelegalizowali obie partie i związki zawodowe latem 1933 r., wiele osób, w tym Bertolt Brecht, wierzyło, że tylko zjednoczony front socjaldemokratów i komunistów może odeprzeć atak nazistów. W 1934 roku, na prośbę innego reżysera teatralnego Erwina Piscatora, Brecht napisał Einheitsfrontlied, wzywając wszystkich robotników do przyłączenia się do organizacji Arbeiter-Einheitsfront. Pieśń została wykonana w następnym roku na Pierwszej Międzynarodowej Olimpiadzie Muzyki Robotniczej w Strasburgu przez chór złożony z 3000 robotników. Później stała się szeroko znana po jej wykonaniu w moskiewskim radiu w 1936 roku i wkrótce była słyszana w różnych językach. Po raz pierwszy wydrukowano ją i wydano w 1937 roku, podczas hiszpańskiej wojny domowej, w wykonaniu komunistycznego aktora i piosenkarza Ernsta Buscha. Później została opublikowana w zbiorze Brechta Svendborger Gedichte z 1939 roku. XXI-wieczna rosyjska organizacja pro-robotnicza, Rosyjski Front Pracy wybrała pieśń na swój hymn.